# Антиметабола
Антиметабола е стилистична фигура, при която думи или изрази се повтарят в обратен ред в следващия стих или изречение. Този риторичен похват се използва за постигане на симетрия, ритмичност и често – за подчертаване на парадокс или взаимна обусловеност между две идеи.

## Пример
Типичен пример за антиметабола на български език се открива в стихотворението „Роден риторичен ребус“ от поета Герман Щърбанов:
Разгадах риторично ребуса – рязко;  

размисли рана ръждива разбутаха:  

Разрухата ражда раждаемост рядка, 

рядка раждаемост ражда разрухата!
В последните два стиха думите са подредени антиметаболично – втората фраза повтаря ключовите елементи на първата, но в огледален ред. Това създава ритмична симетрия и парадоксално звучене, като изразява дълбока взаимовръзка между двете идеи – съзиданието и разрухата.